# Max Rooses
Max Rooses (ur. 10 lutego 1839 w Antwerpii, zm. 15 lipca 1914 tamże) – belgijski pisarz i krytyk sztuki.

## Życiorys
Max Rooses urodził się w Antwerpii gdzie uczęszczał do szkoły do 1858 roku. Później kształcił się na Uniwersytecie w Liège, gdzie studiował filozofię i literaturę. W 1865 uzyskał tytuł doktora. Publikował prace z zakresu historii literatury i sztuki. W latach 1886–1892 opublikował w pięciu tomach pracę poświęconą Rubensowi.
W 1876 został mianowany kustoszem Plantin-Moretus Muzeum w Antwerpii.

## Wybrane dzieła
- Geschiedenis der Antwerpsche schildersschole (1873)
- Levensschets van Jan Frans Willems (1874)
- Christophe Plantin (1882)
- Correspondance de Chr. Plantin (1883–1911)
- L'oeuvre de P.P. Rubens (1886–1892)
- Correspondance de Rubens et documents épistolaires concernant sa vie et ses oeuvres (1887–1909)
- Vijftig meesterwerken van Antoon van Dijck (1900)
- Rubens' leven en werken (1903)
- Jordaens' leven en werken (1906)
- Le Musée Plantin-Moretus (1914)